# 杨场镇
杨场镇，是中华人民共和国四川省眉山市丹棱县下辖的一个乡镇级行政单位。

## 行政区划
杨场镇下辖以下地区：
水口村、金龙村、曾坝村、朱沟村、古井沟村、杨坝村、凤凰村、石马村、狮子村、大兴村、黄庙村和会灵村。